# Loing (affluent du Lay)
Pour les articles homonymes, voir Loing (homonymie).
Le Loing est une rivière du département de la Vendée en région Pays de la Loire et un affluent droit du Lay

## Géographie
Le Loing prend sa source sur la commune de La Tardière, près du lieu-dit Écoute-s'il-Pleut, à 166 m d'altitude.
Il coule globalement de l'est vers l'ouest
Il conflue avec le Grand Lay sur la commune de Chantonnay, à 42 m d'altitude.
C'est un cours d'eau de deuxième catégorie, long de 27 km.  Le dénivelé moyen est de 0,50 %. Si son accès est facile, longé par la route, sur plus de 80 % de son parcours, l'encombrement de la végétation le long de la rive est assez important.

### Communes et cantons traversés
Dans le seul département de la Vendée, le Loing traverse les huit communes suivantes, de l'amont vers l'aval, de La Tardière (source), La Chataigneraie, Cheffois, Saint-Maurice-le-Girard, Mouilleron-en-Pareds, Bazoges-en-Pareds, La Jaudonnière, Chantonnay (confluence).
Soit en termes de cantons, le Loing prend source dans le canton de La Châtaigneraie, conflue dans le canton de Chantonnay, dans les arrondissements de Fontenay-le-Comte et de La Roche-sur-Yon.

### Bassin versant
Le Loing traverse une seule zone hydrographique, le Loing & ses affluents (N302) de 123 km2 de superficie. Ce bassin versant est constitué à 93,52 % de « territoires agricoles », à 3,39 % de « territoires artificialisés », à 3,11 % de « forêts et milieux semi-naturels »

## Affluents
Le Loing a sept tronçons affluents référencés dont :
- le ruisseau du Bey (rd), 6,2 km sur les trois communes de Bazoges-en-Pareds, Mouilleron-en-Pareds, Saint-Germain-l'Aiguiller, avec deux affluents :
- 0,7 km sur les deux communes de Mouilleron-en-Pareds, Saint-Germain-l'Aiguiller.
  - le ruisseau de l'Étang de la Pouzinière 3,3 km avec un affluent :
    -  ?, 0,8 km sur la seule commune de Mouilleron-en-Pareds
- l'Arkanson (rg), 9,3 km sur les quatre communes de La Jaudonnière, Bazoges-en-Pareds, La Caillère-Saint-Hilaire, Thouarsais-Bouildroux (ruisseau de 2e catégorie), prend sa source à Thouarsais-Bouildroux.

Donc son rang de Strahler est de quatre.